# Kenjutsu
Kenjutsu, em tradução literal: "Técnica da Espada", é a arte marcial japonesa clássica do combate com espadas. Pode também ser chamada de heihō/hyōhō , entre outras denominações possíveis. Sendo constantemente confundida com Kendo, apesar de grandes diferenças.

## História
Existem vários estilos de kenjutsu. Os primórdios da arte remontam ao período Kofun da história japonesa, com registros sobre o Kashima-no-Tachi , ou "espada de Kashima", supostamente ensinada aos soldados Sakimori (防人) que eram destacados para proteger as fronteiras contra ameaças externas. A evolução do kenjutsu se deu basicamente na região de Kashima, Ibaraki, onde havia sete estilos sob a supervisão de sete sacerdotes xintoístas, e na região de Quioto, onde havia oito estilos sob a supervisão de oito monges budistas.
Os estilos de kenjutsu como conhecidos hoje foram tomando forma no período Muromachi (séculos 15 e 16), em particular no período Sengoku. Existem basicamente quatro estilos (alguns definem três) que foram a fonte da grande maioria dos estilos criados posteriormente:
- Shinkage-ryū, criado por Kami-izumi Ise-no-kami Hidetsuna a partir do Kage-no-nagare, criado por Aisu Ikôsai Hisatada;
- Tenshinshôden Katori Shintô-ryû, criado por Iizasa Chôisai Iga-no-kami Ienao e o Kashima Shinto Ryu;
- Chûjô-ryû, criado por Chujô Hyôgo-no-kami Nagahide ;
- Nen-ryû, criado pelo monge Nen-ami Jion, em particular o estilo Maniwa Nen-ryû .

O número de estilos de kenjutsu existentes teve uma grande expansão durante o período Edo (séculos XVI a XIX), registrando-se mais de 500 estilos de kenjutsu em seu auge. Foi nessa época que se começou a praticar kenjutsu com a shinai, a espada de bambu, e com o bogu, a armadura, no que foi o precursor do kendo moderno.
O Kenjutsu atingiu seu apogeu durante o período Edo (Ironicamente, um período de 200 anos de paz). Muitos praticantes do Kenjutsu começaram a questionar se uma compreensão mais elevada poderia ser conseguida não apenas com a prática mas também com o estudo da espada. Com o passar dos séculos surgiram centenas de estilos de Kenjutsu, muitos deles existentes ainda hoje. Estas escolas (em japonês ryu), conservam as técnicas de seus fundadores na forma de kata, seqüências de movimentos em combate que visam preparar os praticantes para todas as situações que encontrará no combate.

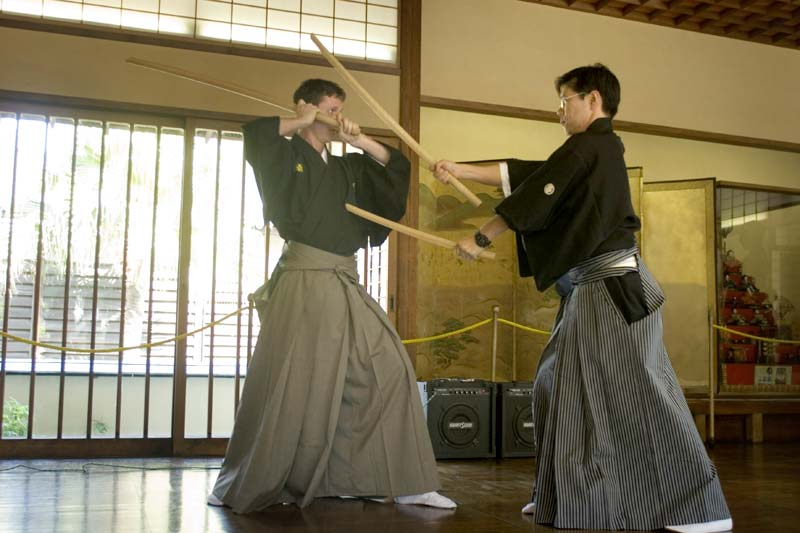
Kata de kenjutsu do estilo Niten Ichi Ryu

Alguns dos principais estilos de kenjutsu que se desenvolveram no período Edo foram:
- Niten Ichi Ryu, criado por Miyamoto Musashi;
- Yagyu Shinkage Ryu, criado por Yagyu Muneyoshi, a partir do Shinkage Ryu de Kami-izumi Ise-no-kami Hidetsuna;
- Ittô-ryû, criado por Itô Ittôsai Kagehisa, a partir do estilo Toda-ryû, que é a linhagem legítima do estilo Chûjô-ryû, criado por Chujô Hyôgo-no-kami Nagahide.
- Suio ryu, de Mima Yochizaemon

Com a restauração Meiji, no fim do século XIX, e a proibição do porte de espadas, vários estilos acabaram desaparecendo, fato que se repetiu após a derrota japonesa na Segunda Guerra Mundial. Mas ainda existem vários que sobreviveram até os dias de hoje.
Atualmente, existem duas organizações, a Nihon Kobudô Kyôkai e a Nihon Kobudô Shinkôkai que congregam vários dos estilos de kenjutsu existentes atualmente.
Em diferentes países, existem federações locais. No Brasil existe a CBKob (Confederação Brasileira de Kobudo), antiga CBKen (Confederação Brasileira de Kenjutsu).

## Estilos

### Tenshin Shoden Katori Shinto Ryu
É considerado o estilo mais antigo de todo o Japão e é a única tradição marcial a ser reconhecida como bunkasai (tesouro cultural nacional) pelo governo japonês.
Foi fundado em por Iisaza Choisai, da província de Chiba. Além do kenjutsu (espada longa, curta e duas espadas), ensina uma ampla gama de outras técnicas, como iaijutsu, bojutsu, naginatajutsu, shurikenjutsu, sojutsu e jujutsu.

### Hyoho Niten Ichi Ryu
Hyoho Niten Ichi Ryu foi fundado na primeira metade do século XVII por Miyamoto Musashi (1584-1645). Essa técnica utiliza movimentos econômicos, sem espalhafatoso ou movimentos inúteis. Os golpes são exatos, e a distância exata e sem desperdício movimento. O bokken utilizado em Niten Ichi Ryu segue um modelo feito pelo fundador do estilo e que existe ainda em nossos dias.
O Hyoho Niten Ichi Ryu possui técnicas com duas espadas, espada longa, espada curta e bastão.

### Kashima Shinden Jikishinkage Ryu
A Kashima Shinden foi criado por Matsumoto Bizenno-Kami Naokatsu.

### Ono-ha Itto Ryu
Estilo derivado do Itto Ryu criado por Itto Itosai. Foi criado por seu discípulo, Ono Jirouemon Tadaaki durante o período Edo. Foi um dos estilos oficiais do xogunato Tokugawa.

## Prática

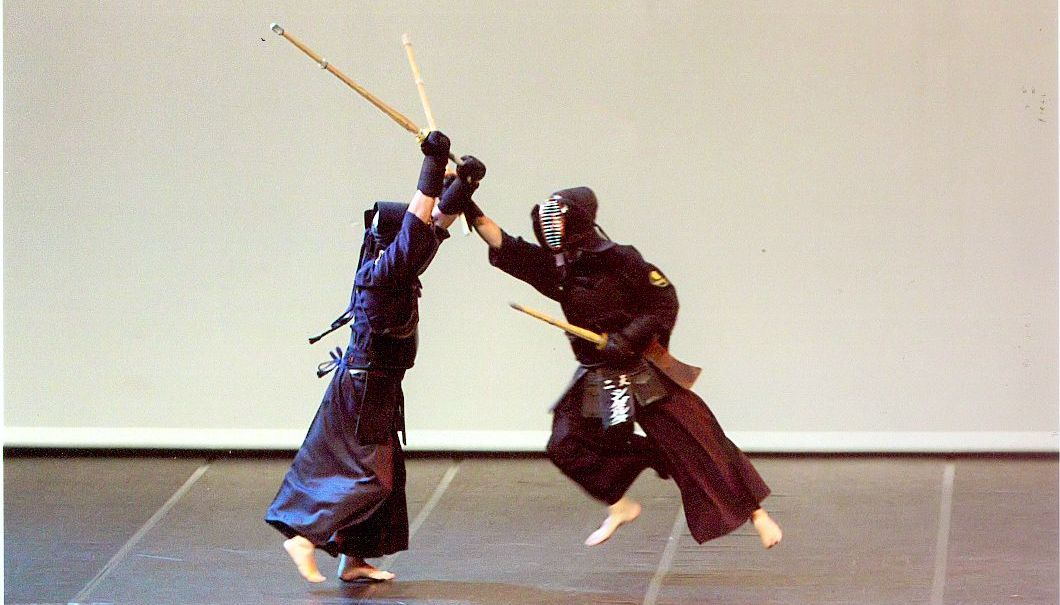
O kenjutsu engloba luta com duas espadas simultaneamente

O treinamento de kenjutsu varia de acordo com o estilo em questão.
Na maior parte dos estilos o treinamento se baseia em katas (formas pré-arranjadas). Em alguns estilos, a prática dos katas é complementada por treino de luta utilizando equipamentos de proteção.
No treinamento de katas, normalmente, é utilizada uma espada de madeira semelhante a uma katana, chamada bokken ou bokuto. Cada estilo de kenjutsu costuma impor medidas específicas de comprimento, largura e curvatura para o seu bokuto.
Já no treinamento de luta, os dojos que o fazem utilizam alguma forma de proteção para evitar lesões graves. A maior parte utiliza o mesmo equipamento de proteção do kendo, composto por bogu (armadura) e shinai (espada de bambu). Outro equipamento que também pode ser utilizado para lutar é o fukuro-jinai, uma espada semelhante à shinai do kendo, mas com o mesmo comprimento que uma katana e construído a partir de várias tiras de bambu cobertas por um revestimento de couro.
Alguns estilos praticam também corte (tameshigiri e suemonogiri) com shinken(espada de metal com corte).
Cabe lembrar que cada estilo tem características próprias de treino. O praticante já começa o combate com a espada desembainhada. Em alguns estilos, como por exemplo o Niten Ichi ryu, existem técnicas específicas para a utilização de duas espadas, uma em cada mão.
O kenjutsu é uma disciplina física, mental e espiritual; para a sua prática é necessário o equilíbrio entre corpo e mente, mais do que força física e vigor. Os ensinamentos mais profundos do kenjutsu possuem um teor filosófico bastante forte.
Várias artes marciais dela descendem ou sofreram influência, tais como: o kendô, sua versão moderna, que possui uma maior enfase no Dô (formação do caráter humano); o iaidô, arte do desembainhar da espada, e o aikido, que incorpora princípios de treinamento com a espada, embora não a tenha como foco principal.

## O kenjutsu no Brasil
É possível que os primeiros praticantes e mestres de kenjutsu tenham vindo ao Brasil durante os primórdios da imigração japonesa, apesar de não existirem dados que comprovem. Atualmente, existem praticantes e mestres que imigraram ao Brasil, bem como alguns que estudaram no Japão e trouxeram os estilos para o país.

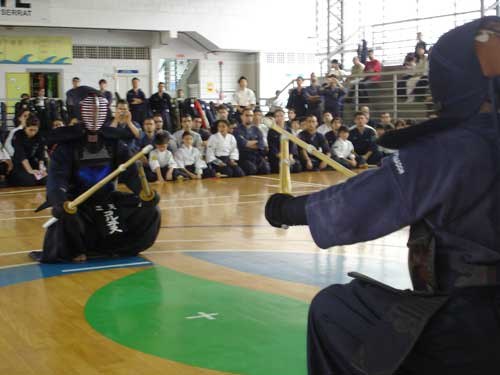
Praticantes de kenjutsu prontos para iniciar treino de luta

No Brasil, o kenjutsu se difundiu principalmente através dos ensinamentos do mestre Jorge Kishikawa, que tem em seu vasto currículo o conhecimento de mais de uma dezena de estilos de kenjutsu. Kishikawa possui o Menkyo Kaiden, diploma concedido a aqueles que atingiram a maestria e o domínio em determinado estilo de kenjutsu, no caso o Gosho-ha Niten Ichi Ryu. É um termo em japonês que significa "licença de transmissão total". Kishikawa é discípulo do Shihan Gosho Motoharu.É Shidosha (mestre responsável)do estilo Tenshin Shoden Katori Shinto Ryu para a América do Sul.
Existem outros praticantes de kenjutsu espalhados pelo Brasil, mas são pouco conhecidos.
A Confederação Brasileira de Kobudo, a CBKob, é o órgão responsável pela divulgação e supervisão do kenjutsu em todo o Brasil[carece de fontes]. Seus professores são filiados também a Nihon Kobudo Kyokai, com sede no Japão.
Atuando com a Nihon Kobudo Kyokai, a CBKob  avalia a legitimidade dos estilos praticados, visto que há muitos estilos não reconhecidos no Japão que tem proliferado no exterior[carece de fontes].

### A Confederação Brasileira de Kobudo (CBKob)

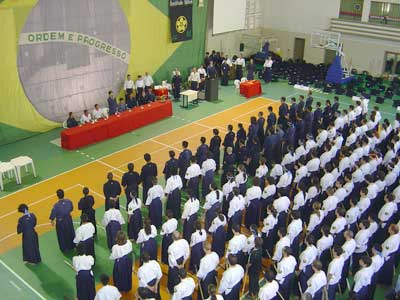
3° Torneio Brasileiro por Equipes de Kobudo, 2004

No Brasil os treinamentos de kenjutsu englobam os katas e o uso de equipamentos de proteção (bogu), em que os praticantes experimentam as várias técnicas que existiam nos estilos antigos.
Golpes como o corte de baixo para cima, horizontais, apoiar o dorso da lâmina com as mãos, lançar a espada, ajoelhar-se enquanto golpeia e outras formas antigas e que não foram incluídas na elaboração do kendo esportivo são aplicados a partir das quase 60 posturas de combate. Destaque importante é o estudo do combate com duas espadas, mais conhecido nos filmes e livros sobre o lendário samurai Miyamoto Musashi.
Atualmente, os mais de 40 dojos fundados pelo Instituto Cultural Niten - também presidido pelo mestre Jorge Kishikawa - fazem parte da Confederação Brasileira de Kobudo[carece de fontes?], exclusivamente.

#### Torneios da Confederação Brasileira de Kobudo CBKob
Os torneios são realizados de acordo com os regulamentos da CBKob e permitem aos atletas combaterem e escolherem as suas armas. Os atletas podem optar por combater com a espada menor apenas, espada maior, ou com as 2 espadas.
O combate é realizado em uma quadra de 10m x 10m sendo que há o en (círculo) no seu interior , semelhante a arena do sumo. O atleta obtém a pontuação com o yuko (bom golpe) equivalendo a meio ponto , ou com o ippon (golpe certeiro) o equivalente a 1 ponto. São necessários dois "yuko" ou um "ippon" para se vencer nos torneios oficiais. O tempo oficial é de 3 minutos.
Esta forma de pontuar advém dos próprios combates dos antigos samurais com espadas, quando era raro, senão impossível , vencer o adversário com um só golpe certeiro. Além de que, minar o adversário pouco a pouco fazia parte de muitos estrategistas da época dos samurais.
O atleta que, durante o combate de kenjutsu, deixa parte de seu corpo fora do en, consagra o "yuko" ao seu oponente, raciocínio comparável ao sumô (no caso do sumô, sair do círculo consagra ippon ao adversário).